# Serrat de la Via
El Serrat de la Via és un serradet del municipi de Castell de Mur, a l'antic terme de Guàrdia de Tremp, en territori del poble de Cellers, al Pallars Jussà.
És un serrat breu i no gaire alt, però que marca una inflexió cap amunt en el territori entre les Comes i la Coma Llarga d'Agustí, al sud, i los Camps, al sud. És al nord i a prop de Cellers, al sud-est de la Via de Corçà.